# Отслеживание точки максимальной мощности
Отсле́живание то́чки максима́льной мо́щности (ОТММ, англ. maximum power point tracking, MPPT) — способ получения максимально возможной мощности на выходе фотомодулей, электрических генераторов ветроустановок, электрических генераторов с переменной скоростью вращения и крутящим моментом, электродвигателей, работающих в режиме рекуперативного торможения.
ОТММ осуществляется специальными, обычно цифровыми устройствами, например, микроконтроллерами. Эти устройства анализируют вольт-амперную характеристику источника или характерные её точки и, посредством изменения отбираемого тока от источника, обеспечивают отбор от него максимальной мощности.
Принцип работы устройства ОТММ заключается в непрерывном измерении выходных характеристик источника и изменении отбираемого тока, передаваемого в нагрузку, которой обычно служит вход инвертора, для получения максимальной мощности при изменении нагрузочных характеристик источника энергии.
Устройство ОТММ обычно конструктивно интегрируются в преобразователь электрической энергии — инвертор, работающий совместно с источником энергии и одновременно являющийся преобразователем вида тока или напряжения и/или их величин, фильтрацию помех и управление различными нагрузками, в том числе электрическими сетями, аккумуляторными батареями или электродвигателями.

## ОТММ фотогальванических батарей
Наиболее часто устройства ОТММ применяются для оптимизации по максимуму мощности солнечных фотогальванических батарей (фотомодулей) при использовании солнечной энергии. Это обусловлено тем, что освещённость фотомодулей в течение суток существенно меняется от положения солнца на небосводе, облачности, атмосферных осадков, что вызывает глубокое изменение нагрузочной характеристики фотомодулей. Для получения максимальной отбираемой мощности необходимо изменять отбираемый от фотомодулей ток, при этом изменяется напряжение на фотобатарее. Пример зависимости отбираемой мощности от напряжения на фотобатарее мощной солнечной электростанции приведён на рисунке.

### Принципы поддержания максимальной мощности
Мощность {\displaystyle P}, отбираемая от источника с током {\displaystyle I} и напряжением {\displaystyle U}, выражается формулой:
{\displaystyle P=U\ I.}
Очевидно, что если сопротивление, на которое нагружен источник, очень мало, и он работает в режиме, близком к режиму короткого замыкания, то и мощность, отбираемая от него, тоже будет мала. С другой стороны, если нагрузочное сопротивление очень велико, то есть источник работает в режиме, близком к режиму холостого хода, напряжение его будет близко к максимальному, но его ток будет мал и отбираемая мощность снова будет малой.
Поэтому для каждого источника существует такой ток потребления, при котором мощность будет максимальна. Для источников, вольт-амперная характеристика (ВАХ) которых приблизительно линейна, например, гальванических элементов, максимальная отбираемая мощность будет при равенстве сопротивления нагрузки и внутреннего сопротивления источника, при этом напряжение на нагрузке будет равно половине ЭДС источника, или, что то же самое, половине напряжения холостого хода.
Для источников, у которых ВАХ существенно нелинейна, к таким источникам относятся фотогальванические элементы и батареи фотогальванических элементов — фотомодули или фотопанели, без знания их ВАХ нельзя заранее указать оптимальный для максимизации отбираемой мощности ток. Задача поддержания максимума мощности для фотомодулей осложняется тем, что их ВАХ в течение дня изменяется в зависимости от освещённости, температуры, поэтому сопротивление нагрузки фотомодуля, оптимальное для заданной освещённости и температуры, не будет оптимальным при иных условиях среды. Эта неоптимальность ведёт к снижению КПД солнечной батареи. Устройства ОТММ как раз и предназначены для оптимизации нагрузки на фотоприемник при разных условиях освещённости, температуры и качества фотомодулей, которое изменяется со временем от деградации фотогальванических ячеек, загрязнения и снижения светопропускания прозрачных защитных внешних покрытий фотопанелей от потемнения со временем.

### Вольт-амперная характеристика фотогальванической ячейки
ВАХ отдельной фотогальванической ячейки приближённо может быть описана уравнением Шокли для диода:
{\displaystyle U=m\cdot U_{T}\cdot \ln \left({\frac {I_{ph}}{I_{s}}}+1\right),}
где {\displaystyle m} — параметр, зависящий от технологии изготовления и полупроводникового материала;
{\displaystyle U} — напряжение фотогальванической ячейки;
{\displaystyle I_{s}} — темновой ток насыщения обратной ветви ВАХ;
{\displaystyle U_{T}} — температурный потенциал, зависит от абсолютной температуры, при комнатной температуре он равен приблизительно 25 мВ;
{\displaystyle I_{ph}} — фототок.
Фототок возрастает с ростом температуры незначительно, и его ростом из-за повышения температуры при практических расчётах, как правило, пренебрегают. С увеличением освещённости ток увеличивается примерно прямо пропорционально световому потоку, и мощность также увеличивается приблизительно прямо пропорционально, а напряжение холостого хода почти не изменяется. С повышением температуры напряжение холостого хода немного падает, поскольку темновой ток насыщения увеличивается. Следовательно, при постоянном потоке облучения мощность уменьшается при повышении температуры ячейки. Типичные значения снижения мощности от повышения температуры составляют около −0,45 % на градус Кельвина для солнечных элементов на основе монокристаллического кремния.
Пример семейства ВАХ фотогальванической ячейки при разных световых потоках приведён на рисунке. Фотогальваническому режиму, то есть режиму, при котором фотогальваническая ячейка отдаёт мощность в нагрузку, соответствует 4-й квадрант ВАХ. При фиксированных условиях и при любой нагрузке рабочая точка фотогальванического режима, определяемая координатами {\displaystyle I,\ U}, лежит на линии ВАХ в 4-м квадранте, где фотогальваническая ячейка работает как генератор энергии. При этом мощность {\displaystyle P_{L}}, отбираемая от ячейки, будет: {\displaystyle P_{L}=U_{L}I_{L}}, где {\displaystyle U_{L},\ I_{L}} — соответственно напряжение и ток в рабочей точке.
Из курса электротехники известно, что максимум мощности, потребляемой от источника, имеющего некоторую заданную ВАХ, достигается при:
{\displaystyle dI/dU=-I/U,}
где {\displaystyle dI/dU} — производная ВАХ в рабочей точке, геометрически на графике ВАХ — это тангенс угла наклона касательной прямой к кривой зависимости тока от напряжения в рабочей точке;
{\displaystyle I,\ U} — ток и напряжение в рабочей точке.
Из решения этого уравнения можно определить {\displaystyle U_{Pm}} и {\displaystyle I_{Pm}} — рабочую точку, где мощность будет максимальна, эта точка на ВАХ называется точкой максимальной мощности (ТММ) и находится на изгибе кривой ВАХ, в этой точке {\displaystyle dP/dU=0,} то есть мощность принимает максимальное значение. Мощность {\displaystyle P_{Lm}}, отдаваемая фотогальванической ячейкой в точке максимальной мощности (на рисунке {\displaystyle P_{Lm}}представлена площадью закрашенного прямоугольника):
{\displaystyle P_{Lm}=U_{Pm}\ I_{Pm}.}
Если нагрузить ячейку нагрузкой с активным сопротивлением {\displaystyle R_{Pm}=U_{Pm}/I_{Pm},} то рабочая точка будет точкой максимальной мощности.
{\displaystyle R_{Pm}=U_{Pm}/I_{Pm},} иногда называют характеристическим сопротивлением фотогальванической ячейки или фотомодуля. Характеристическое сопротивление может динамически изменяться и зависит от освещённости, температуры, старения полупроводниковых ячеек и других факторов. Если сопротивление нагрузки больше или меньше этой величины, то выходная мощность будет меньше максимально доступной мощности и, следовательно, устройство не будет работать эффективно.
Устройства отслеживания точки максимальной мощности используют различные алгоритмы управления для поиска точки максимальной мощности и выбора рабочей точки таким образом, чтобы получить максимальную отдаваемую мощность от фотоприёмников.
Для фотогальванических элементов и батарей помимо КПД вводится безразмерный параметр, характеризующий их эффективность как преобразователей энергии излучения в электроэнергию — {\displaystyle K_{eff}} — коэффициент заполнения или коэффициент эффективности:
{\displaystyle K_{eff}={\frac {P_{Lm}}{U_{oc}I_{sc}}},}
где {\displaystyle U_{oc}} — напряжение холостого хода;
{\displaystyle I_{sc}} — ток короткого замыкания.
Соответственно, теоретическая предельная отбираемая мощность от элемента будет:
{\displaystyle P_{Lm}=K_{eff}U_{oc}I_{sc},}
{\displaystyle U_{oc}} и {\displaystyle I_{sc}} указываются для некоторых оговорённых внешних условий. Этот коэффициент характеризует долю полезной энергии, остальная преобразованная в ток энергия впустую теряется во внутреннем сопротивлении фотогальванического элемента. Для идеального фотогальванического элемента этот коэффициент равен 1, у реальных элементов его величина составляет от 0,5—0,7 для элементов из поликристаллических полупроводников до 0,75—0,85 для элементов из монокристаллических полупроводников. Чем выше коэффициент заполнения, тем выше КПД элемента, но этот коэффициент всегда меньше КПД. Изготовители солнечных панелей обычно приводят в технических спецификациях этот коэффициент для конкретных условий среды и конкретного изделия.

## Алгоритмы ОТММ
Описанные ниже алгоритмы или методы применимы для оптимизации мощности не только фотомодулей, но и других источников электроэнергии. Так, выходная ВАХ электрических генераторов переменного и постоянного тока с возбуждением от постоянных магнитов (велосипедные динамо, ветрогенераторы и выпрямители) схожа с формой ВАХ фотомодулей: у генераторов ток в режиме короткого замыкания ограничивается реакцией якоря и индуктивным сопротивлением обмоток, а напряжение в режиме холостого хода — это ЭДС генератора, зависящая от числа его оборотов, индукции магнитного поля постоянных магнитов, числа витков обмоток. Поэтому для отбора максимальной мощности от таких источников применимы те же алгоритмы, что и для фотомодулей, с той лишь разницей, что при этом требуется бо́льшая скорость реакции системы управления, так как обороты двигателя, вращающего генератор, могут изменяться быстрее, чем скорость изменения освещённости фотомодулей.
В системах управления, обычно реализованных на цифровых микроконтроллерах, традиционно используют один из трёх алгоритмов для оптимизации отбора выходной мощности от генерирующих энергию устройств. В системах для отслеживания точки максимальной мощности может быть реализовано несколько управляющих алгоритмов, и переключение между алгоритмами происходит динамически по текущим рабочим условиям, например, массива фотомодулей.

### Поиск максимума мощности методом возмущения
В этом методе устройство ОТММ на небольшую величину изменяет ток, отбираемый от источника, при этом изменяется его напряжение. Одновременно устройство ОТММ по току и напряжению вычисляет мощность. Если мощность при таком малом изменении увеличивается, то устройство ОТММ продолжает изменять ток в этом же направлении до тех пор, пока мощность не перестанет увеличиваться или начнёт падать. Этот метод является наиболее распространённым, несмотря на то что он приводит к некоторым колебаниям мощности. Также этот метод иногда называют методом восхождения, потому что он зависит от функции зависимости мощности от напряжения {\displaystyle P=f(U)} или тока {\displaystyle P=f(I)}, имеющей максимум при некотором значении мощности. Популярность этого метода обусловлена простотой его реализации. Метод восхождения может быть эффективным, если обеспечить точный предсказывающий и адаптирующийся алгоритм поиска экстремума.

### Метод возрастания проводимости
В этом методе контроллер измеряет приращение тока и напряжения источника, чтобы предсказать результат от изменения напряжения. Метод возрастающей проводимости требует больше вычислений в контроллере, но он может отслеживать изменения условий быстрее метода поиска максимума мощности. Как и метод поиска максимума мощности, он приводит в результате управления к некоторым колебаниям мощности. В этом методе используется определение проводимости источника ({\displaystyle dI/dU}) для вычисления знака изменения производной мощности по напряжению ({\displaystyle dP/dU}).
Метод возрастающей проводимости вычисляет точку максимальной мощности, сравнивая производную проводимости ({\displaystyle dI/dU}) с полной проводимостью источника ({\displaystyle I/U}). Когда эти величины равны ({\displaystyle dI/dU=I/U}), рабочая точка является точкой максимальной мощности. Контроллер удерживает это напряжение, пока не изменятся условия, например, изменится инсоляция; при изменении условий процесс измерения и вычисления повторяется.

### Метод токовой развёртки
В этом методе используется изменение тока, отбираемого от источника, для обновления данных текущей ВАХ через фиксированные промежутки времени. Напряжение максимальной мощности вычисляется по ВАХ по обновлённым данным.

### Метод фиксированного напряжения
Термин «метод фиксированного напряжения» в отслеживании точки максимальной мощности используется для описания разных способов разными авторами. Этим термином называют метод, при котором выходное напряжение источника путём изменения его тока устанавливается как заданная доля от напряжения холостого хода ({\displaystyle U_{oc}}) вне зависимости от внешних условий. Некоторые авторы называют этот метод «метод напряжения холостого хода». Когда выходное напряжение источника не изменяется, контроллер не отслеживает точку максимальной мощности, то есть, строго говоря, текущая рабочая точка не обязательно является точкой максимальной мощности. Но этот метод в сложных ситуациях, когда другие методы дают ошибки управления, продолжает правильно работать, поэтому его иногда используют наряду с другими методами.
При управлении по этому методу контроллер кратковременно отключает источник от нагрузки и измеряет напряжение холостого хода, после этого контроллер подключает ток нагрузки, обеспечивающий на источнике напряжение, умноженной на постоянный коэффициент {\displaystyle k}, например, равный 0,76 от измеренного напряжения холостого хода {\displaystyle U_{oc}}. Величина этого коэффициента, как правило, определяется в точке максимальной мощности либо эмпирически, либо на основе моделирования для прогнозируемых условий эксплуатации. Таким образом, при этом методе рабочая точка источника устанавливается вблизи точки максимальной мощности заданием напряжения источника путём сравнения его с фиксированным опорным напряжением {\displaystyle U_{ref}=kU_{oc}}. Значение {\displaystyle U_{ref}} может быть настраиваемым или регулируемым для того, чтобы получить максимальную мощность при влиянии других факторов, в том числе в точке максимальной мощности, но основная идея этой методики в том, что {\displaystyle U_{ref}} определяется как доля от {\displaystyle U_{oc}}.
Одной из присущих этому методу неточностей управления является то, что отношение напряжения в точке максимальной мощности к {\displaystyle U_{oc}} является только приблизительно постоянной, и может потребоваться дополнительная оптимизация.

### Сравнение методов
Метод восхождения и метод возрастающей проводимости являются примерами прямых методов поиска локального максимума функции мощности для текущего состояния источника и тем самым обеспечить работу на истинной точке максимальной мощности. Но алгоритмы управления по этим двум методам могут вызывать колебания выходной мощности источника даже при неизменных внешних условиях, например, при постоянной инсоляции солнечной батареи.
Метод возрастающей проводимости имеет несколько преимуществ по сравнению с методом восхождения — он может определить точку максимальной мощности без существенных колебаний мощности и в быстро меняющихся условиях точнее отслеживает точку максимальной мощности. Но этот метод при быстро изменяющихся условиях, например, переменной облачности для солнечных батарей, может управлять хаотично и вызывать колебания мощности. Также, по сравнению с методом восхождения требуется бо́льшая вычислительная мощность контроллера из-за усложнения алгоритма, что при одинаковой вычислительной мощности контроллера приводит к снижению частоты выборок измерений (частоты дискретизации).
В методе фиксированного напряжения (периодического измерения напряжения холостого хода) на время измерения напряжения массив фотомодулей или иной источник отключается от потребителя и уменьшения переключения рабочего напряжения на заранее заданную долю от измеренного напряжения холостого хода, как правило, эта доля выбирается равной примерно 0,76. На время отключения тока для этих действий теряется часть выработанной энергии. Приведённая в качестве примера доля напряжения от напряжения {\displaystyle U_{oc}}, равная 0,76, не всегда является оптимальной, поэтому, несмотря на простоту реализации, этот метод оказывается неэффективным и неточным из-за перерывов в отборе энергии от источника, необходимых для определения напряжения холостого хода. Тем не менее, при применении этого метода в некоторых системах эффективность может достигать 95 %.

## Использование в солнечных электростанциях, работающих в электрических сетях
В сетевых солнечных станциях вся выработанная фотомодулями мощность передается во внешнюю сеть.
В некоторых таких электростанциях устройство отслеживания точки максимальной мощности управляет сетевым инвертором, задающим отбираемый ток для всего массива фотомодулей. При таком подходе возникают недоборы энергии, так как разные фотомодули имеют неидентичные ВАХ и разные точки максимальной мощности из-за производственных разбросов фотоэлектрических параметров, неравномерного затенения облаками и т. д., и поэтому не все фотомодули будут работать на максимальной мощности.
Некоторые компании оптимизатор мощности производят устройства поиска точки максимальной мощности для каждой из отдельных солнечных панелей, применение таких устройств позволяет оптимизировать каждый фотомодуль по мощности независимо от его затенения, загрязнения и неидентичности фотоэлектрических параметров и независимо от других фотомодулей.
Некоторые исследователи отмечают, что применение одного инвертора с одним устройством для отслеживания точки максимальной мощности в случае ориентации фотомодулей на запад и на восток не имеет существенных недостатков по сравнению с системами с двумя инверторами или одним инвертором с двумя устройствами для отслеживания точки максимальной мощности.

## Использование в автономных солнечных станциях
В автономных станциях в тёмное время суток для питания потребителей используется энергия, накопленная в аккумуляторных батареях. В этой системе без применения инверторов и устройств отслеживания точки максимальной мощности напряжение полностью заряженных аккумуляторов может быть близким к напряжению точки максимальной мощности фотомодулей, но к утру аккумуляторные батареи разряжаются, и их напряжение становится намного меньше напряжения соответствующего напряжению точки максимальной мощности. Поэтому процесс заряда аккумуляторов начинается с напряжения, которое намного меньше напряжения точки максимальной мощности, при этом не вся потенциально доступная мощность используется для заряда аккумуляторов. Для повышения эффективности в системах с аккумуляторами используются устройства отслеживания точки максимальной мощности.
Когда аккумуляторы полностью заряжены и нет достаточной нагрузки для потребления выработки энергии фотомодулями, устройство отслеживания точки максимальной мощности изменяет положение рабочей точки, уменьшая отбираемую от фотомодулей мощность, пока она не будет соответствовать текущему потреблению. При разряженных аккумуляторах или если потребление высоко, то устройство отслеживания точки максимальной мощности устанавливает оптимальную рабочую точку.
Альтернативный подход широко используется в космических аппаратах. При избытке мощности фотомодулей вырабатываемая энергия используется для питания балластной резистивной нагрузки, и поэтому массив фотомодулей всегда работает на точке максимальной мощности.